# روكيت
«روكيت» (بالإنجليزية: Rocket)‏ هي أغنية لفرقة الهارد روك البريطانية ديف ليبارد من ألبومها من عام 1987 هستيريا، وهي الأغنية المنفردة السادسة (السابعة في الولايات المتحدة) والأخيرة التي أُصدرت منه، حيث صدرت في يناير 1989 ووصلت لأفضل 15 أغنية على لائحة بيلبورد هوت 100 الأمريكية ولائحة الأغاني المنفردة في المملكة المتحدة.
كانت الأغنية تعتبر تجريبية للهارد روك في ذاك الوقت. والأكثر لفتا للانتباه، استعمال المنتج مات لانج تأثيرات الباك ماسكينغ لإبراز السطر «نحن نقاتل مع آلهة الحرب» (بالإنجليزية: "We're fighting with the gods of war")‏ (من الأغنية «غادز أوف وور»، من ألبوم هستيريا) مغناة بالمقلوب خلال الأغنية. حُذفت هذه العينة من نسخة الأغنية المنفردة. استعملت أيضاً الكلمات «لاف» و«بايتس» (من «لاف بايتس») كتأثير صوتي في وسط الأغنية، من أجل تكرار صوت إطلاق صاروخ بواسطة عينات موسيقية.
خطرت فكرة «روكيت» على بال المغني جو إليوت بعد أن سمع صدفة شريط كاسيت لصديق لـ«بروندي بلاك» لبروندي ستيفنسون بلاك، الذي كان له تأثير على فرق موسيقية بريطانية مثل آدم آند ذا أنتس وباو واو واو. استعار إليوت بعدها الشريط لصنع لفة إيقاع وأنغام غيتار متراكبة عليه كمسودة مبسطة للأغنية. عندما أحضرها للانج والفرقة، أعاد الجميع تسجيلها وإنشاء فكرة إليوت بأسلوب أقوى. كانت الأغنية ستُنشأ كمقطوعة موسيقية بكورس قصير فقط («روكيت! ياه!»)، لكن بعد إضافة الكلمات «ساتيلايت أوف لاف»، وهي إشارة للأغنية ذات نفس الاسم للو ريد، إلى الكورس، وسعت الفرقة فكرة الأغنية وأضافت تأثيرات موسيقية من الستينات والسبعينات ككلمات في مقاطع الأغنية. أثناء واحدة من استراحات الإنتاج للأغنية، تفاجأت الفرقة عندما اكتشفت أن لانج قد أضاف الانهيار المطول، كاملاً مع العينات الصوتية، في وسط الأغنية. قام لانج أيضاً بتوجيه الفرقة بأن تسجل ترنيمات شبيهة بالرهبان، التي استُعملت أيضاً بشكل مشابه من قِبل آدم آند ذا أنتس في أغنيتها «دوغ إيت دوغ»، للتوكيد على عزف الإيتار الانفرادي خلال الانهيار. بالرغم من كون عينات قرع الطبول، المعزوفة في بداية النسختين المطولة والمعدلة بعد نسخ صوتية من هبوط أبولو 11 على سطح القمر ومرة أخرى في النصف الأول من كل مقطع والانهيار، منسوبة خطأً لكونها مأخوذة من ذا رويال درامرز أوف بروندي، إلا أنها في الواقع سلسلة من آلات الطبول المبرمجة من قِبل لانج وعازف الطبول ريك ألين لتُعزف خارج الطور قليلاً مع بعضها البعض لإعطاء تأثير طبول قبلية داخل الأغنية.
في إصدار الأغنية المنفردة، عُدلت «روكيت» بشكل كبير عن مدتها الأصلية 6:34 من أجل البث الإذاعي، لكن مع حذف الكثير من الأجزاء الذي ميزت الأغنية بشكل كبير عن بقية الألبوم. في بعض العروض، تؤدى نسخة الألبوم الأصلية، في حين تُغنى النسخة المعدلة في بعضها الآخر.
صوتت مجلة غيتار وورلد لغيتار «روكيت» الانفرادي كسابع عشر أسوأ عزف انفرادي في كل الأوقات في عد تنازلي نُشر في إصدار ديسمبر 2004. علقت المجلة بأن «[روكيت بها] عزف انفرادي يمكن لأي طفل في الرابعة من عمره أن يعزفه بوحدة تأثيرات مركبة الرفوف».
استُعملت الأغنية من قِبل المصارع المحترف فلايين' برايان بيلمان كشارته الموسيقية، عندما دخل اتحاد المصارعة الدولي/بطولة العالم للمصارعة في 1989.
أبرزت نسخ إصدار الأغنية المنفردة في المملكة المتحدة تقليداً غير اعتيادي لأغنية إنجلبرت همبردنك «ريليس مي»، مسجلة للاسم «ستامبوس ماكسيموس آند ذا غود أول' بويز»، وهو في الواقع مالفن مورتماير، مدير جولات الفرقة المستقبلي، مع قيام أعضاء الفرقة أنفسهم بالغناء المساعد. الغناء ملحوظ بالأخص لبدئه كنسخة مغني حانة مبالغ فيها نوعاً ما للمقاطع الافتتاحية، مع ازدياد حدته أكثر وأكثر مع تقدم الأغنية. في المقطع الأخير، قوطعت تكلفات ستامبوس بتجشؤ قصير، متبوعاً بـ«اعذروني» مؤدبة قبل العودة لأحد عشر بدون أي ثانية انتظار. رأى أحد النقاد ذاك الوقت الأغنية كمؤشر للنزعة التجارية الساخرة من طرف شركة التسجيلات.

## الفيديو الموسيقي
كان الفيديو الموسيقي للأغنية من إخراج نيجل ديك. مما يجعل الفيديو لافتاً للانتباه هو كونه الأخير للفرقة مع ستيف كلارك في تشكيلتها. تم تصوير الفيديو في نفس المستودع في هولندا الذي استُعمل قبل عامين لمقطع «وومن» في 1987. تومض مقاطع من أسماء الروك الكلاسيكية (انظر أدناه) من كلمات الأغنية أثناء الفيديو، إلى جانب مقاطع من غناء فنانين متعددين يغنون مباشرة على توب أوف ذا بوبس لتلفاز بي بي سي.
نهائي كأس الاتحاد الإنجليزي عام 1971، الذي فاز به أرسنال، ويبرز أيضاً؛ وبالتحديد مسجل الهدف، وأسطورة النادي ومعجب الجمهور، تشارلي جورج. تمحورت كلمات الأغنية والفيديو حول السبعينات وعدة أخبار صحفية من بينها فضيحة ريتشارد نيكسون، وانحلال إدوارد هيث عن السلطة لمارغريت ثاتشر لقيادة حزب المحافظين، وأزمة أبولو 13، ومجموعة من المقاطع/الأخبار عن رموز موسيقى السبعينات.

## كلمات الأغنية
لكلمات الأغنية، ذكرت أسماء فناني، وأغاني وألبومات روك كلاسيكية كتكريم للموسيقى التي نشأ أعضاء الفرقة عليها في صغرهم.
- «جاك فلاش» - الأغنية «جامبن جاك فلاش» للرولينغ ستونز، 1969.
- «روكيت مان» - الأغنية ذات الاسم نفسه لإلتون جون، 1972.
- «سارجنت بيبر آند ذا باند» - الألبوم سارجنت بيبرز لونلي هارتس كلاب باند للبيتلز، 1967.
- «زيجي» - الأغنية/الشخصية «زيجي ستارداست» من ألبوم ديفيد بوي ذا رايز آند فول أوف زيجي ستارداست آند ذا سبايدرز فروم مارس، 1972.
- «بيني آند ذا جيتس» - الأغنية ذات الاسم نفسه لإلتون جون، 1973.
- «ساتيلايت أوف لاف» - الأغنية ذات الاسم نفسه للو ريد، 1972.
- «ليزر لاف» - الأغنية ذات الاسم نفسه لتي. ريكس، 1976.
- "جيت - الأغنية ذات الاسم نفسه لبول مكارتني ووينغز، 1973.
- «بلاك» - إشارة للأغنية «بلاك بيتي» لرام جام، 1977.
- "جوني بي." - إشارة للأغنية "جوني بي. غود لتشاك بيري، 1958.
- "جين جيني - الأغنية ذات الاسم نفسه لديفيد بوي، 1973.
- «كيلر كوين» - الأغنية ذات الاسم نفسه لكوين، 1974.
- «ديزي ليزي» - إشارة للأغنية «ديزي، ميس ليزي»، التي اشتهرت عبر البيتلز، 1965 (في إشارة أيضاً لثين ليزي).
- «ميجر توم» - إشارة للأغنية «سبيس أوديتي» لديفيد بوي، 1969.
- "بلوك باستر - أغنية لسويت، 1973.

## سوني وآي تي في-إف 1
استُعملت الأغنية كالمرافق الموسيقي للإعلانات لتلفازات سوني عالية الدقة مع عدد من الشارات المختلفة التي استُعملت في الإعلانات. إضافة لذلك، سُمعت الأغنية في بداية ونهاية وقفات الإعلانات المحيطة بأحداث فورمولا 1 على آي تي في في المملكة المتحدة، حيث أن سوني أخذت دور الداعم الرئيسي الرياضي على المحطة.

## اللوائح

### اللوائح الأسبوعية
| اللائحة (1989-1990)                                        | أعلى مركز |
| ---------------------------------------------------------- | --------- |
| أستراليا                                                   | 15        |
| ترتيب أغاني أيرلندا                                        | 5         |
| نيوزيلندا                                                  | 5         |
| الأغاني المنفردة في المملكة المتحدة أوفيشال تشارتس كومباني | 15        |
| بيلبورد هوت 100 الأمريكية                                  | 12        |
| لائحة الروك السائد الأمريكية (بيلبورد)                     | 5         |

## قائمة الأغاني

### 7": بلادجن ريفولا / LEP6 (المملكة المتحدة)
1. «روكيت [معدلة]»
2. «ريليس مي»

### 7": ميركوري / 872 614-7 (الولايات المتحدة)
1. «روكيت [معدلة]»
2. «وومن [مباشر]»

### 12": بلادجن ريفولا / LEPX6 (المملكة المتحدة)
1. «روكيت [لونار مكس]»
2. «ريليس مي»
3. «روك أوف إيجز [مباشر]»

### 12": بلادجن ريفولا / LEPXP6 (المملكة المتحدة)
1. «روكيت [لونار مكس]»
2. «روكيت [تعديل الراديو]»
3. «ريليس مي»

- قرص صورة 12"

### سي دي: بلادجن ريفولا / LEPCD6 (المملكة المتحدة)
1. «روكيت [لونار مكس - معدلة]»
2. «روك أوف إيجز [مباشر]»
3. «ريليس مي»

### سي دي: فيرتيغو / 872 614-2 (كندا)
1. «روكيت [لونار مكس المطول]»
2. «وومن [مباشر]»
3. «روك أوف إيجز [مباشر]»
4. «روكيت [لونار مكس]»

- أُصدرت 5000 نسخة فقط

### سي دي في: بلادجن ريفولا / 080 990-2 (المملكة المتحدة)
1. «روكيت [لونار مكس - معدلة]» - [فيديو]
2. «روكيت [معدلة]» - [صوت]
3. «ريليس مي» [صوت]
4. «روك أوف إيجز [معدلة]» - [صوت]